# Копержинський Костянтин Олександрович
Костянти́н Олекса́ндрович Копержи́нський (23 жовтня (4 листопада) 1894, с. Глібів, Подільська губернія (тепер Новоушицький район Хмельницької області) — 18 березня 1953, Ленінград) — український і російський літературознавець, історик української літератури і театру, фольклорист, етнограф, бібліограф.

## Біографічні дані
К. О. Копержинський народився 4 листопада 1894 року в с. Глібів Подільської губернії.
В 1897 році батька перевели до Кам'янця-Подільського. У 1913 році закінчив Кам'янець-Подільську гімназію, а у 1918 році — історико-філологічний факультет Петроградського університету.
В 1922—1923 роках викладав у Кам'янець-Подільському інституті народної освіти, а у 1923—1925 роках — у Петроградському університеті.
Брав участь у роботі Кам'янець-Подільського наукового товариства при ВУАН, яке існувало від 1925 до 1930 року.
В 1925—1929 роках був професором Одеського інституту народної освіти, викладав  історію літератури та російську літературу. Одночасно керував українським відділом Центральної наукової бібліотеки Одеси.
З 1929 року жив у Києві і працював у Комісії давнього українського письменства. До 1930 року був дійсним членом Науково-дослідної кафедри історії України при Всеукраїнській Академії Наук, у 1931—1933 роках — науковим співробітником кафедри української етнографії при ВУАН, науковим співробітником Київської філії Інституту Тараса Шевченка.
В листопаді 1928 року секретарював на зборах колективу ВУАН, скликаних з приводу викриття Спілки Визволення України. Мав виступати теж і проти Грушевського. Але й це не врятувало його від репресій.
В 1934 році був заарештований і засуджений на 3 роки ув'язнення.
З 1937 року був професором кафедри російської мови Іркутського педагогічного інституту. Одночасно в 1940 року став викладати історію літератури, російську літературу, слов'янські мови в Іркутському державному університеті. В 1944—1945 роках завідував кафедрою слов'янознавства історико-філологічного факультету Іркутського університету.
В 1940 році був затверджений у вченому званні професора.
З 1945 року обіймав посаду професора кафедри слов'янської філології Ленінградського державного  університету.
Член Ленінградського товариства дослідників історії, письменства та мови, Помер 18 березня 1953 року в Ленінграді. Реабілітований посмертно.

## Наукова діяльність
Досліджував історію українського театру, історії  української  та російської літератур, питання фольклору, етнографії, міжслов'янських літературних взаємин.

#### Праці
- Питання про наукову постановку справи вивчення побуту // Червоний шлях. — 1925. — № 5. — С. 103—111.
- Обжинки: Обряди збору врожаю у слов'янських народів нової доби розвитку. — Одеса, 1926. — 59, [1] c.
- Бібліографічні уваги до історії української книги 80 — 90-х років XIX століття в Одесі // Праці Одеської Центральної Наукової Бібліотеки. — 1927. — Т. І. — С. 164—171.
- Огляд видань Одеського наукового при Українській АН товариства // Записки Українського бібліографічного товариства в Одесі. — 1928. — Ч. 1. — С. 34 — 37.
- Бібліографічний огляд. Українське літературознавство і критика // Україна. — 1928. — Кн. 28. — С. 110—123.
- Пережиток симпатетичної магії в косарській обрядовості на Україні // Ювілейний збірник на пошану академіка М. С. Грушевського. — Т.II. — 1928. — С. 3 — 9.
- М. Ф. Комаров у суперечках з цензурою наприкінці 80-х і на поч. 90-х років // Україна. — 1929. — Кн. 33. — С. 50 — 64.
- Науково-дослідчий і науково-видавничий рух Радянської України в 1928 році. Бібліографічний огляд. Українське літературознавство, історія театру й критика // Україна. — 1929 — Кн. 36. — С. 98 — 120.
- Відрядження наукового співробітника К. О.
- Копержинського до Ленінграду й Одеси // Україна. — 1929. — Кн. 37. — С. 172—173.
- Українське наукове літературознавство за останнє десятиліття, 1917—1927 // Студії з історії України науководослідної кафедри історії України. — К., 1929. — Т. 2. — С. 21 — 52.
- Українське наукове літературознавство за останнє десятиліття. 1917—1927. — К.: Всеукраїнська АН, 1929. — 34 с
- Ранние повести М. Е. Салтыкова//Учене записки Иркутского государственного педагогического института. — 1940. — Вып. 5: История, література, языкознание. Психология, география, библиография. — С. 86 — 122..